# Mark Kerrain
Mark Kerrain, né en 1952 à Runan (Trégor), est un traducteur, écrivain et professeur de breton.
Pendant des études de breton (Rennes 2), il enseigne le breton en cours du soir et stages, puis  l'anglais en lycée, et enfin le breton à l'Université Rennes 2 Haute Bretagne.
Il a publié une méthode de breton, des ouvrages pédagogiques, des traductions, des poésies, des nouvelles, des chansons.

## Ouvrages

### Littérature
- Kaoteriad, éd. en collaboration avec Alan Botrel, 1987

### Langue, pédagogie
- Ni a gomz brezhoneg, éditions Ti embann ar skolioù (TES), 1997. Méthode de breton. Livre et CD-rom.
- Teurel blaz war ar yezh, Sav-Heol. Dictionnaire de locutions bretonnes
- Ur voutailh war an traezh. 2010,  (ISBN 978 2 9534848 3 0). Récits pour apprenants.
- Naoned Senegal, 2010,  (ISBN 978-2-9534848-1-6). Récits pour apprenants.
- Pa nijo ar moc'h. Recueil de proverbes en breton, attestés ou traduits d'autres langues.
- Daouzek kant lavarenn. Syntaxe de la phrase.
- Je parle breton à mon enfant, 2010, Sav-Heol. Guide bilingue.
- Le guide du bretonnant, An Amzer, Pornizh, 2010,  (ISBN 978-2-36312-002-1). Relevé d'incorrections , corrections suggérées par l'auteur.
- Anv gourel, anv gwregel. 2011. Le genre du nom en breton.
- Geriaoueg ar sotoni. 2012. Vocabulaire de la bêtise.
- Mamm-gozh zo hir he blev. 2013. Recueil d'anaphores.
- Un dornad limerigoù. 2020. Recueil de Limericks.

### Traductions  en breton
aux éditions An Here
- Mab an Diaoul, roman de Paul Féval.

aux éditions Al Liamm
- Ar Pemp Skoed a Vreizh, roman de Evelyne Brisou-Pellen

aux éditions TES
- plusieurs ouvrages pour enfants chez dont
  - Otto, et Ramz Zeralda, de Tomi Ungerer.

aux éditions  An Alarc'h
- Teod ar balafenned, nouvelles traduites du galicien de Manuel Rivas, 2009.

aux éditions  An Amzer
- Harry Potter ha Maen ar Furien,  Pornizh, 2012
- Harry Potter ha Kambr ar Sekredoù, Pornizh, 2017

aux éditions  Sav-Heol
- Tasmant en ti, roman galicien d'Agustín Fernández Paz,  2013.
- Ar Sarpant glas e-barzh ar c'hlas, roman de Evelyne Brisou-Pellen.
- Ma buhez berrloer, de Mariasun Landa.
- Istorioù maouezed, de Guy de Maupassant

### Chansons
- Redek a rin keit.... Sav-Heol, 2013. Recueil de 40 chansons, créations, adaptations.
- Breudeur omp, Bannoù-heol, 2018. Traduction et adaptation de la chanson originale Askatasunera initialement écrite par Mathieu Camurati.